# Giữa Hitler và Stalin: Ukraina trong Đệ nhị thế chiến, những trang sử chưa được khám phá
Giữa Hitler và Stalin: Ukraina trong Chiến tranh thế giới thứ hai, những trang sử chưa được khám phá (tiếng Ukraina: Між Гітлером і Сталіном: Україна в Другій світовій війні, незвідані сторінки історії, tiếng Anh: Between Hitler and Stalin: Ukraine in World War II - The untold story) là một bộ phim tài liệu dài 1 tiếng của Trung tâm hợp tác nghiên cứu và khai thác tư liệu Ukraina - Canada, ra mắt lần đầu năm 2004. Phim nói về Thế chiến thứ II dưới con mắt của người Ukraina.

## Nội dung
Theo thứ tự thời gian, cuốn phim tiết lộ về những năm trong sự hợp tác giữa Liên Xô-Quốc xã, kể lại chi tiết những sự mất mát và chịu đựng của người dân Ukraina; cuốn phim tài liệu sau đó chuyển sang nói về sự phá hủy gây ra bởi "chính sách vườn không nhà trống" của Joseph Stalin khi quân đội Liên Xô rút đi, và cho thấy những tàn tích để lại bởi những cuộc tấn công của quân lính Đức và sau đó của lính Liên Xô.
Giữa Hitler và Stalin mô tả những hoạt động của những phong trào kháng chiến ngầm, và đặc biệt cuộc đấu tranh lâu dài và trên phương diện rộng của quân đội nổi dậy (UPA) trên 2 mặt trận - chống lại cả hai thế lực toàn trị - để dành lại độc lập cho Ukraina. Oksana Zakydalsky viết trên tờ The Ukrainian Weekly: "Mặc dù thế chiến thứ Hai thường được gọi là chiến tranh Nga-Đức hay được mô tả "Nga trong chiến tranh", chỉ vài phần của Nga bị chiếm đóng, trong khi tất cả các lãnh thổ Ukraina bị xâm lăng và bị tàn phá bởi cả hai guồng máy chiến tranh của Quốc xã và Liên Xô...Cuốn phim cung cấp tài liệu về sự đóng góp của Ukraina trong cuộc chiến tranh chống chủ nghĩa toàn trị và cái giá nước Ukraina đã phải trả cho sự độc lập của đất nước."
Những bình luận về lịch sử và chính trị trong phim dựa vào Norman Davies, sử gia University of London; Robert Conquest, học giả Liên Xô tại Viện Hoover; John Armstrong, một chuyên viên về kháng chiến, và Zbigniew Brzezinski, cựu cố vấn An ninh Quốc gia Hoa Kỳ.